# Biografielijst Af

## Afa
- Aleksandr Afanasjev (1826-1871), Russisch sprookjesschrijver
- Jelena Afanasjeva (1967), Sovjet-Russisch/Russisch atlete

## Afe
- Yehuda Afek (19??), Israëlisch hoogleraar, informaticus en wiskundige
- Abebech Afework (1990), Ethiopisch atlete

## Aff
- Ben Affleck (1972), Amerikaans acteur
- Frank Affolter (1957), Nederlands pianist, componist en theaterproducent

## Afl
- Eli Aflalo (1952), Israëlisch politicus
- Michel Aflaq (1910-1989), Syrisch politicus

## Afm
- Frans Afman (1934-2011), Nederlands topbankier en filmfinancier

## Afr
- Tatamkhulu Afrika (1920-2002), Zuid-Afrikaans schrijver en dichter
- Afro Basaldella (1912-1976), Italiaans kunstschilder

## Aft
- Arooj Aftab (1985), Pakistaans zangeres

## Afz
- Johan Afzelius (1753-1837), Zweeds scheikundige